# دبورا الیس
دبورا الیس (انگلیسی: Deborah Ellis؛ زاده ۷ اوت ۱۹۶۰) نویسنده کانادایی است. موضوعات کتاب‌های وی اغلب دربارهٔ رنج کودکان جهان سوم است. بیشتر کارهای او به عنوان نویسنده از سفرها و گفتگوهایش با مردم سراسر جهان و داستان‌های آن‌ها الهام گرفته شده‌است. او کارهای بسیاری در زمینه دفاع از جنبش صلح و جنبش ضد جنگ انجام داده‌است.